# Leichtathletik-Europameisterschaften 1971
| 10. Leichtathletik-Europameisterschaften | 10. Leichtathletik-Europameisterschaften |
| ---------------------------------------- | ---------------------------------------- |
|                                          |                                          |
| Stadt                                    | Helsinki                                 |
| Stadion                                  | Olympiastadion                           |
| Wettbewerbe                              | 38                                       |
| Weltrekorde                              | 3                                        |
| Weitere Europarekorde                    | 2                                        |
| Eröffnung                                | 10. August 1971                          |
| Schlussfeier                             | 15. August 1971                          |
| Chronik                                  |                                          |
| ← Athen 1969                             | Rom 1974 →                               |

| Medaillenspiegel (Endstand nach 38 Entscheidungen) | Medaillenspiegel (Endstand nach 38 Entscheidungen) | Medaillenspiegel (Endstand nach 38 Entscheidungen) | Medaillenspiegel (Endstand nach 38 Entscheidungen) | Medaillenspiegel (Endstand nach 38 Entscheidungen) | Medaillenspiegel (Endstand nach 38 Entscheidungen) |
| Platz                                              | Land                                               | Gold                                               | Silber                                             | Bronze                                             | Gesamt                                             |
| -------------------------------------------------- | -------------------------------------------------- | -------------------------------------------------- | -------------------------------------------------- | -------------------------------------------------- | -------------------------------------------------- |
| 1                                                  | DDR                                                | 12                                                 | 13                                                 | 7                                                  | 32                                                 |
| 2                                                  | UdSSR                                              | 9                                                  | 3                                                  | 8                                                  | 20                                                 |
| 3                                                  | BR Deutschland                                     | 5                                                  | 7                                                  | 5                                                  | 17                                                 |
| 4                                                  | Tschechoslowakei                                   | 2                                                  | 1                                                  | 1                                                  | 4                                                  |
| 5                                                  | Frankreich                                         | 2                                                  | 1                                                  | –                                                  | 3                                                  |
| 6                                                  | Finnland                                           | 2                                                  | –                                                  | –                                                  | 2                                                  |
| 7                                                  | Großbritannien                                     | 1                                                  | 3                                                  | 6                                                  | 10                                                 |
| 8                                                  | Polen                                              | 1                                                  | 3                                                  | 5                                                  | 9                                                  |
| 9                                                  | Italien                                            | 1                                                  | 1                                                  | 3                                                  | 5                                                  |
| 10                                                 | Belgien                                            | 1                                                  | –                                                  | –                                                  | 1                                                  |
| 10                                                 | Jugoslawien                                        | 1                                                  | –                                                  | –                                                  | 1                                                  |
| 10                                                 | Österreich                                         | 1                                                  | –                                                  | –                                                  | 1                                                  |
| Vollständiger Medaillenspiegel                     |                                                    |                                                    |                                                    |                                                    |                                                    |

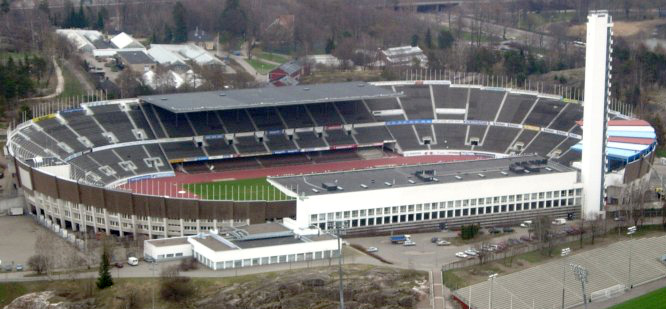
Das Olympiastadion von Helsinki im Jahr 2005

Die 10. Leichtathletik-Europameisterschaften fanden vom 10. bis zum 15. August 1971 in Helsinki statt. Mit Ausnahme des Marathonlaufs und der Gehwettbewerbe wurden die Wettkämpfe im Olympiastadion von 1952 ausgetragen.

## Wettbewerbe
Im Wettbewerbsangebot gab es in diesem Jahr keine Veränderungen gegenüber den Europameisterschaften 1969. Das Programm der Frauen, in dem im Vergleich zum Männerangebot immer noch zahlreiche Wettbewerbe fehlten, sollte sich in den nächsten Jahren und Jahrzehnten sukzessive erweitern, bis es dem der Männer weitgehend entsprach.

## Sportliche Leistungen
Erfolgreichste Nation war zum dritten Mal in Folge die DDR. 1966 hatten die DDR-Athleten acht und 1969 elf Goldmedaillen errungen. Hier in Helsinki steigerten sie diese Zahl noch einmal, zwölf Europameistertitel gingen an die DDR. Dahinter folgte wie zwei Jahre zuvor in Athen die Sowjetunion. Die Bundesrepublik Deutschland steigerte sich auf fünf Titelgewinner – hier machten sich bereits die Anstrengungen auf die im nächsten Jahr folgenden Olympischen Spiele bemerkbar, für die München als Gastgeber bereitstand. Die Tschechoslowakei, Frankreich und Finnland hatten je zwei Goldmedaillen zu Buch stehen, alle anderen Nationen hatten höchsten einen EM-Titel errungen.
- Es wurden drei neue Weltrekorde aufgestellt:
  - 1500 Meter, Frauen: 4:09,6 min – Karin Burneleit (DDR), Finale
  - 4-mal-400-Meter-Staffel, Frauen: 3:29,3 min –DDR (Rita Kühne, Ingelore Lohse, Helga Seidler, Monika Zehrt), Finale
  - Diskuswurf, Frauen: 64,22 m Faina Melnik (Sowjetunion), Finale
- Außerdem gab es drei Europarekorde – einer davon war allerdings inoffiziell und hatte nur Gültigkeit nur im Hinblick auf die elektronische Zeitmessung:
  - Kugelstoßen, Männer: 21,08 m – Hartmut Briesenick (DDR), Finale
  - 4-mal-100-Meter-Staffel, Frauen: 43,3 s – BR Deutschland (Elfgard Schittenhelm, Inge Helten, Annegret Irrgang, Ingrid Mickler-Becker), Finale
  - 200 Meter, Männer: 20,31 s (elektronische Messung) – Walerij Borsow (Sowjetunion), Finale
- Darüber hinaus wurden in 22 Disziplinen 29 Meisterschaftsrekorde neu aufgestellt oder egalisiert und in siebzehn Wettbewerben wurden 53 Landesrekorde eingestellt oder verbessert.
- Fünf Athleten errangen je zwei Goldmedaillen bei diesen Meisterschaften:
  - Walerij Borsow (Sowjetunion) – 100 Meter, 200 Meter
  - Juha Väätäinen (Finnland) – 5000 Meter, 10.000 Meter
  - Renate Stecher (DDR) – 100 Meter, 200 Meter
  - Helga Seidler (DDR) – 400 Meter, 4-mal-400-Meter-Staffel
  - Ingrid Mickler-Becker (BR Deutschland) – Weitsprung, 4-mal-100-Meter-Staffel
- Sieben der Europameister von 1971 hatten bereits vorher EM-Titel gewonnen:
  - Jānis Lūsis (Sowjetunion) – Speerwurf, vierter Erfolg in Folge seit 1962
  - Wolfgang Nordwig (DDR) – Stabhochsprung, dritter Erfolg in Folge seit 1966
  - Karin Balzer (DDR) – Hürdensprint, dritter Erfolg in Folge seit 1966 (1966: 80 Meter Hürden/1969 und 1971: 100 Meter Hürden)
  - Nadeschda Tschischowa (Sowjetunion) – Kugelstoßen, dritter Erfolg in Folge seit 1966
  - Walerij Borsow (Sowjetunion) – 100 Meter, Wiederholung seines Erfolgs von 1969, darüber hinaus Sieger 1971 über 200 Meter, damit jetzt dreifacher Europameister
  - Joachim Kirst (DDR) – Zehnkampf, Wiederholung seines Erfolgs von 1969
  - Vera Nikolić (Jugoslawien) – 800 Meter, Wiederholung ihres Erfolgs von 1966

## Resultate Männer

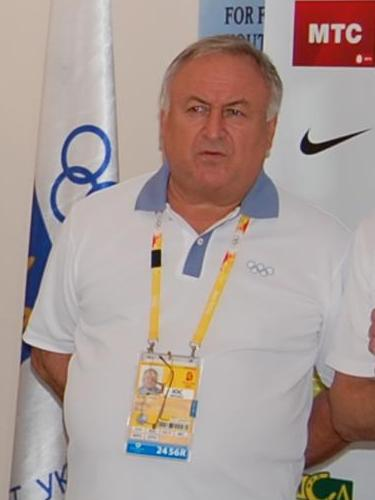
Walerij Borsow (hier im Jahr 2012) errang ein Jahr vor seinem olympischen Sprintdoppelsieg auch beide EM-Titel auf den Kurzstrecken

### 100 m

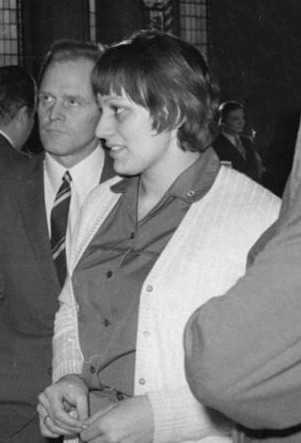
Renate Stecher

| Platz | Athlet                   | Land | Offizielle Zeit (s) auf Zehntel gerundet | Inoffizielle Zeit (s) exakter Wert |
| 1     | Walerij Borsow           | URS  | 10,3 CRe                                 | 10,27 CRel                         |
| 2     | Gerhard Wucherer         | FRG  | 10,50000                                 | 10,4900000                         |
| 3     | Vasilis Papageorgopoulos | GRE  | 10,60000                                 | 10,5600000                         |
| 4     | Siegfried Schenke        | GDR  | 10,60000                                 | 10,6300000                         |
| 5     | Zenon Nowosz             | POL  | 10,70000                                 | 10,6600000                         |
| 6     | Alexandr Korneljuk       | URS  | 10,70000                                 | 10,6600000                         |
| 7     | Dominique Chauvelot      | FRA  | 10,70000                                 | 10,6700000                         |
| 8     | Gilles Échevin           | FRA  | 11,40000                                 | k. A.00000                         |

Finale: 11. August
Wind: −1,3 m/s

### 200 m
| Platz | Athlet                 | Land | Offizielle Zeit (s) auf Zehntel gerundet | Inoffizielle Zeit (s) exakter Wert |
| 1     | Walerij Borsow         | URS  | 20,3 CR                                  | 20,31 CRel/ERel                    |
| 2     | Franz-Peter Hofmeister | FRG  | 20,7000                                  | 20,71000000000                     |
| 3     | Jörg Pfeifer           | GDR  | 20,7000                                  | 20,72000000000                     |
| 4     | Siegfried Schenke      | GDR  | 20,7000                                  | 20,74000000000                     |
| 5     | Philippe Clerc         | SUI  | 20,9000                                  | 20,86000000000                     |
| 6     | Pietro Mennea          | ITA  | 20,9000                                  | 20,88000000000                     |
| 7     | Gérard Fenouil         | FRA  | 20,9000                                  | 20,92000000000                     |
| 8     | Alexander Schidkich    | URS  | 21,2000                                  | 21,23000000000                     |

Finale: 13. August
Wind: ±0,0 m/s

### 400 m

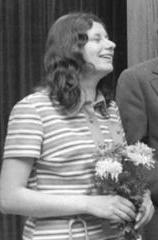
Europameisterin Helga Seidler, frühere Helga Fischer

| Platz | Athlet                 | Land | Offizielle Zeit (s) auf Zehntel gerundet | Inoffizielle Zeit (s) exakter Wert |
| 1     | David Jenkins          | GBR  | 45,5 CR/NR                               | 45,45 CR/NR                        |
| 2     | Marcello Fiasconaro    | ITA  | 45,5 NR000                               | 45,49 NR000                        |
| 3     | Jan Werner             | POL  | 45,6000000                               | 45,56000000                        |
| 4     | Markku Kukkoaho        | FIN  | 45,7 NR000                               | 45,74 NR000                        |
| 5     | Thomas Jordan          | FRG  | 46,0000000                               | 46,01000000                        |
| 6     | Hermann Köhler         | FRG  | 46,1000000                               | 46,07000000                        |
| 7     | Alexander Brattschikow | URS  | 46,4000000                               | 46,40000000                        |
| 8     | Klaus Hauke            | GDR  | 46,9000000                               | 46,88000000                        |

Finale: 13. August

### 800 m
| Platz | Athlet              | Land | Zeit (min)    |
| ----- | ------------------- | ---- | ------------- |
| 1     | Jewgeni Arschanow   | URS  | 1:45,61 CR/NR |
| 2     | Dieter Fromm        | GDR  | 1:46,01000000 |
| 3     | Andy Carter         | GBR  | 1:46,21 NR000 |
| 4     | Hans-Henning Ohlert | GDR  | 1:46,87000000 |
| 5     | Peter Browne        | GBR  | 1:47,00000000 |
| 6     | Jozef Plachý        | TCH  | 1:47,33000000 |
| 7     | Jože Međimurec      | YUG  | 1:48,44000000 |
| 8     | Philippe Meyer      | FRA  | 1:50,91000000 |

Finale: 12. August

### 1500 m
| Platz | Athlet               | Land | Zeit (min) |
| ----- | -------------------- | ---- | ---------- |
| 1     | Francesco Arese      | ITA  | 3:38,43 CR |
| 2     | Henryk Szordykowski  | POL  | 3:38,73000 |
| 3     | Brendan Foster       | GBR  | 3:39,24000 |
| 4     | John Kirkbride       | GBR  | 3:39,48000 |
| 5     | Jacky Boxberger      | FRA  | 3:39,57000 |
| 6     | Jean-Pierre Dufresne | FRA  | 3:40,68000 |
| 7     | Paul-Heinz Wellmann  | FRG  | 3:40,78000 |
| 8     | Haico Scharn         | NED  | 3:40,92000 |

Finale: 15. August

### 5000 m

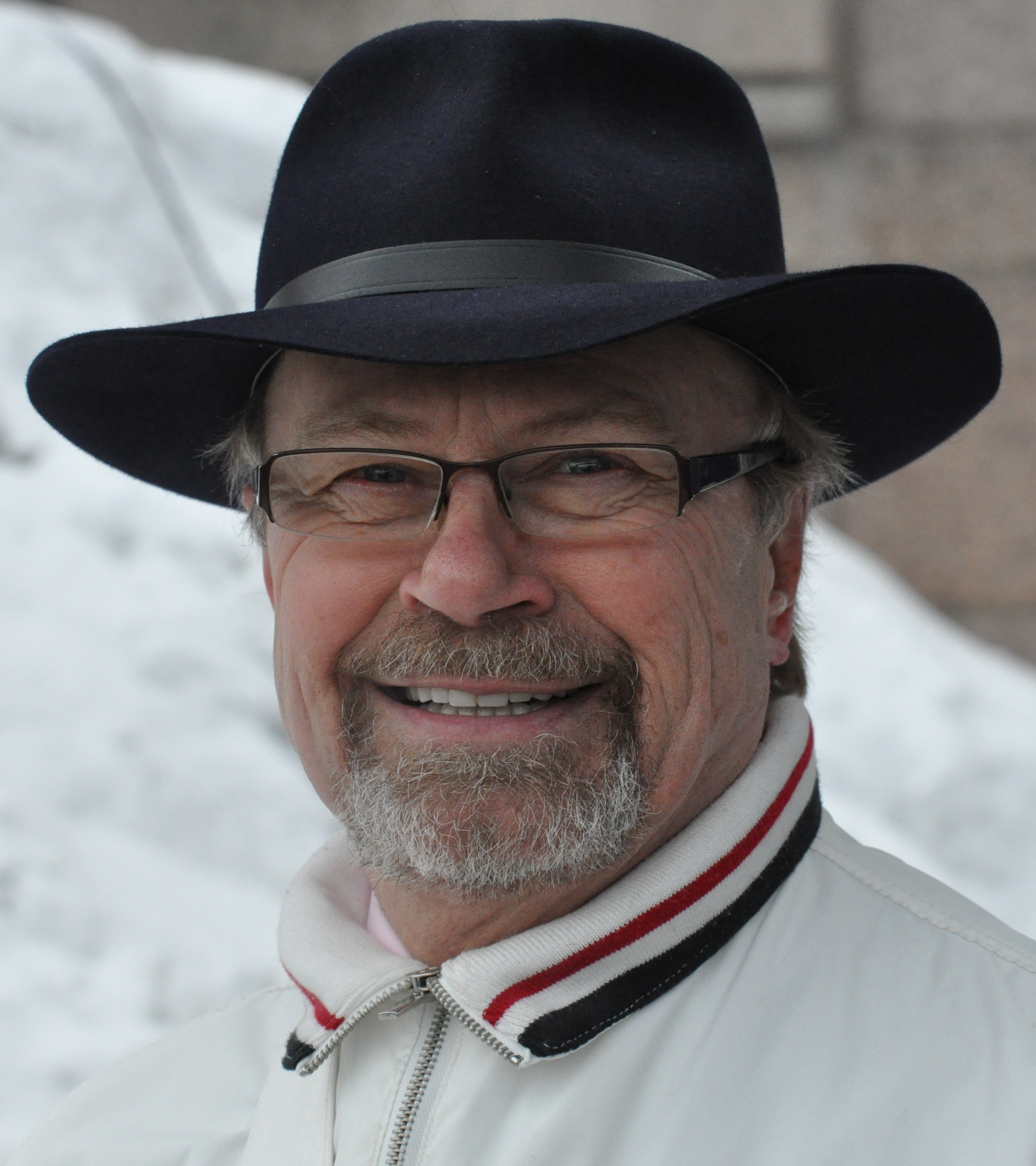
Juha Väätäinen (hier im Jahr 2011) beherrschte die Bahnlangstrecken

| Platz | Athlet               | Land | Zeit (min)     |
| ----- | -------------------- | ---- | -------------- |
| 1     | Juha Väätäinen       | FIN  | 13:32,48 CR/NR |
| 2     | Jean Wadoux          | FRA  | 13:33,56000000 |
| 3     | Harald Norpoth       | FRG  | 13:33,79000000 |
| 4     | Danijel Korica       | YUG  | 13:34,88000000 |
| 5     | Javier Álvarez       | ESP  | 13:35,84000000 |
| 6     | Emiel Puttemans      | BEL  | 13:36,60000000 |
| 7     | Lasse Virén          | FIN  | 13:38,46000000 |
| 8     | Bronisław Malinowski | POL  | 13:39,33 NR000 |

Finale: 14. August

### 10.000 m
| Platz | Athlet                 | Land | Zeit (min)     |
| ----- | ---------------------- | ---- | -------------- |
| 1     | Juha Väätäinen         | FIN  | 27:52,78 CR/NR |
| 2     | Jürgen Haase           | GDR  | 27:53,35 DR000 |
| 3     | Raschid Scharafetdinow | URS  | 27:56,26 NR000 |
| 4     | Danijel Korica         | YUG  | 27:58,38 NR000 |
| 5     | Mariano Haro           | ESP  | 27:59,33 NR000 |
| 6     | David Bedford          | GBR  | 28:04,33000000 |
| 7     | Mike Tagg              | GBR  | 28:14,65000000 |
| 8     | Seppo Tuminen          | FIN  | 28:17,98000000 |

Datum: 10. August

### Marathon

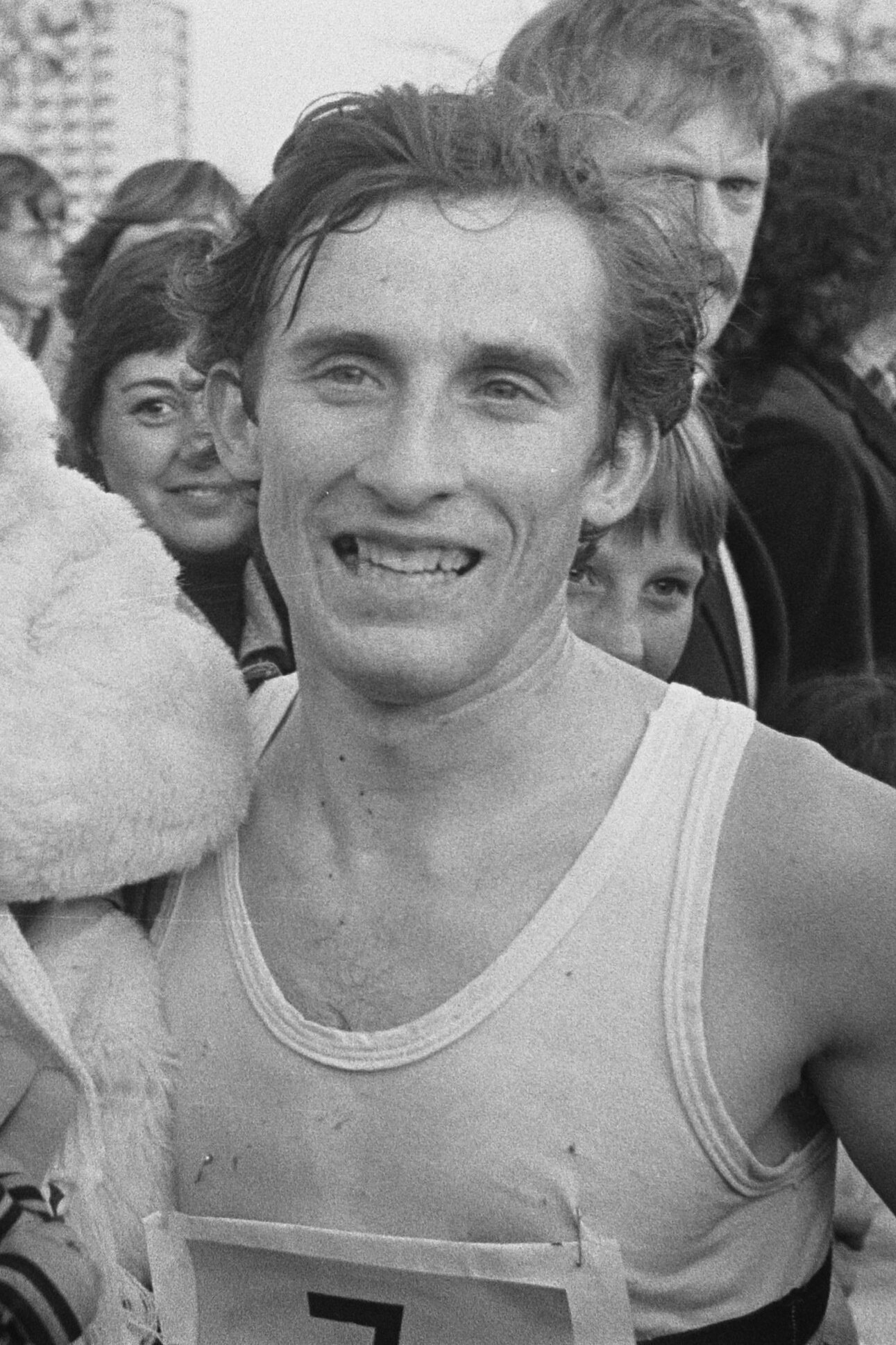
Karel Lismont siegte mit fünfzig Sekunden Vorsprung

| Platz | Athlet            | Land | Zeit (h)  |
| ----- | ----------------- | ---- | --------- |
| 1     | Karel Lismont     | BEL  | 2:13:09,0 |
| 2     | Trevor Wright     | GBR  | 2:13:59,6 |
| 3     | Ron Hill          | GBR  | 2:14:34,8 |
| 4     | Colin Kirkham     | GBR  | 2:16:22,0 |
| 5     | Gaston Roelants   | BEL  | 2:17:48,8 |
| 6     | Pentti Rummakko   | FIN  | 2:17:58,8 |
| 7     | Lutz Philipp      | FRG  | 2:18:08,6 |
| 8     | Agustín Fernández | ESP  | 2:18:26,6 |

Datum: 15. August

### 110 m Hürden
| Platz | Athlet                 | Land | Offizielle Zeit (s) auf Zehntel gerundet | Inoffizielle Zeit (s) exakter Wert |
| 1     | Frank Siebeck          | GDR  | 14,0                                     | 14,00                              |
| 2     | Alan Pascoe            | GBR  | 14,1                                     | 14,10                              |
| 3     | Lubomír Nádeníček      | TCH  | 14,3                                     | 14,31                              |
| 4     | Anatoli Moschiaschwili | URS  | 14,4                                     | 14,36                              |
| 5     | Leszek Wodzyński       | POL  | 14,4                                     | 14,37                              |
| 6     | Sergio Liani           | ITA  | 14,4                                     | 14,40                              |
| 7     | Marek Jóźwik           | POL  | 14,5                                     | 14,48                              |
| 8     | Mirosław Wodzyński     | POL  | 14,8                                     | 14,78                              |

Finale: 15. August
Wind: −2,5 m/s

### 400 m Hürden
| Platz | Athlet                   | Land | Offizielle Zeit (s) auf Zehntel gerundet | Inoffizielle Zeit (s) exakter Wert |
| 1     | Jean-Claude Nallet       | FRA  | 49,2 CRe                                 | 49,15 CRel                         |
| 2     | Christian Rudolph        | GDR  | 49,3 DR0                                 | 49,34 DR00                         |
| 3     | Dimitri Stukalow         | URS  | 50,00000                                 | 50,0400000                         |
| 4     | Dieter Büttner           | FRG  | 50,10000                                 | 50,0900000                         |
| 5     | Jewgeni Gawrilenko       | URS  | 50,50000                                 | 50,5100000                         |
| 6     | Ari Salin                | FIN  | 50,60000                                 | 50,5700000                         |
| 7     | Wjatscheslaw Skomorochow | URS  | 50,80000                                 | 50,8400000                         |
| 8     | Ivan Daniš               | TCH  | 51,80000                                 | 51,7600000                         |

Finale: 12. August

### 3000 m Hindernis
| Platz | Athlet               | Land | Zeit (min) |
| ----- | -------------------- | ---- | ---------- |
| 1     | Jean-Paul Villain    | FRA  | 9:25,12 NR |
| 2     | Dušan Moravčík       | TCH  | 9:26,11 NR |
| 3     | Pawel Syssojew       | URS  | 9:26,42000 |
| 4     | Romualdas Bitė       | URS  | 9:26,97000 |
| 5     | Mikko Ala-Leppilampi | FIN  | 9:30,94000 |
| 6     | Georgi Tichow        | BUL  | 9:32,15000 |
| 7     | Kazimierz Maranda    | POL  | 9:33,05000 |
| 8     | Józef Rębacz         | POL  | 9:35,12000 |

Finale: 15. August

### 4 × 100 m Staffel
| Platz | Land             | Athleten                                                                 | Offizielle Zeit (s) auf Zehntel gerundet | Inoffizielle Zeit (s) exakter Wert |
| 1     | Tschechoslowakei | Ladislav Kříž Juraj Demeč Jiří Kynos Luděk Bohman                        | 39,3                                     | 39,32                              |
| 2     | Polen            | Gerard Gramse Tadeusz Cuch Zenon Nowosz Marian Dudziak                   | 39,7                                     | 39,72                              |
| 3     | Italien          | Vincenzo Guerini Pietro Mennea Pasqualino Abeti Ennio Preatoni           | 39,8                                     | 39,78                              |
| 4     | Großbritannien   | Brian Green Martin Reynolds Don Halliday Les Piggot                      | 39,8                                     | 39,78                              |
| 5     | UdSSR            | Alexandr Korneljuk Alexandr Schidkich Alexandr Lebedew Alexei Tschebykin | 40,0                                     | 40,00                              |
| DNF   | DDR              | Hans-Jürgen Bombach Jörg Pfeifer Hermann Burde Hans-Joachim Zenk         |                                          |                                    |
| DSQ   | BR Deutschland   | Manfred Ommer Karlheinz Klotz Gerhard Wucherer Franz-Peter Hofmeister    |                                          |                                    |
| DSQ   | Frankreich       | Dominique Chauvelot Patrick Bourbeillon Gérard Fenouil Jean-Pierre Grès  |                                          |                                    |

Finale: 15. August

### 4 × 400 m Staffel
| Platz | Land           | Athleten                                                                    | Zeit (min) |
| ----- | -------------- | --------------------------------------------------------------------------- | ---------- |
| 1     | BR Deutschland | Horst-Rüdiger Schlöske Thomas Jordan Martin Jellinghaus Hermann Köhler      | 3:02,94    |
| 2     | Polen          | Andrzej Badeński Jan Balachowski Waldemar Korycki Jan Werner                | 3:03,64    |
| 3     | Italien        | Lorenzo Cellerino Giacomo Puosi Sergio Bello Marcello Fiasconaro            | 3:04,58    |
| 4     | UdSSR          | Jewgeni Borissenko Semjon Kotscher Wladimir Nossenko Alexander Brattschikow | 3:04,82    |
| 5     | Großbritannien | John Wilson Leonard Walters Martin Billham David Jenkins                    | 3:04,89    |
| 6     | Frankreich     | Gilles Bertould Christian Nicoleau Roger Velasquez Jean-Claude Nallet       | 3:04,99    |
| 7     | Schweden       | Erik Carlgren Michael Fredriksson Anders Faager Lars Stubbendorff           | 3:08,18    |
| 8     | Norwegen       | Steinar Mo Gøte Lundblad Per Rom Richard Simonsen                           | 3:08,81    |

Finale: 15. August

### 20 km Gehen
| Platz | Athlet             | Land | Zeit (h)     |
| ----- | ------------------ | ---- | ------------ |
| 1     | Nikolai Smaga      | URS  | 1:27:20,2 CR |
| 2     | Gerhard Sperling   | GDR  | 1:27:29,0000 |
| 3     | Paul Nihill        | GBR  | 1:27:34,8000 |
| 4     | Peter Frenkel      | GDR  | 1:27:52,8000 |
| 5     | Hans-Georg Reimann | GDR  | 1:28:56,8000 |
| 6     | Phil Embleton      | GBR  | 1:29:31,6000 |
| 7     | Borys Jakowlew     | URS  | 1:29:49,4000 |
| 8     | Jewgeni Iwtschenko | URS  | 1:31:32,2000 |

Datum: 10. August

### 50 km Gehen
| Platz | Athlet              | Land | Zeit (h)     |
| ----- | ------------------- | ---- | ------------ |
| 1     | Weniamin Soldatenko | URS  | 4:02:22,0 CR |
| 2     | Christoph Höhne     | GDR  | 4:04:45,2000 |
| 3     | Peter Selzer        | GDR  | 4:06:11,0000 |
| 4     | Otto Bartsch        | URS  | 4:09:14,4000 |
| 5     | Winfried Skotnicki  | GDR  | 4:10:22,0000 |
| 6     | Bernhard Nermerich  | FRG  | 4:11:44,0000 |
| 7     | Igor Della-Rossa    | URS  | 4:12:08,6000 |
| 8     | Abdon Pamich        | ITA  | 4:14:36,2000 |

Datum: 14. August

### Hochsprung

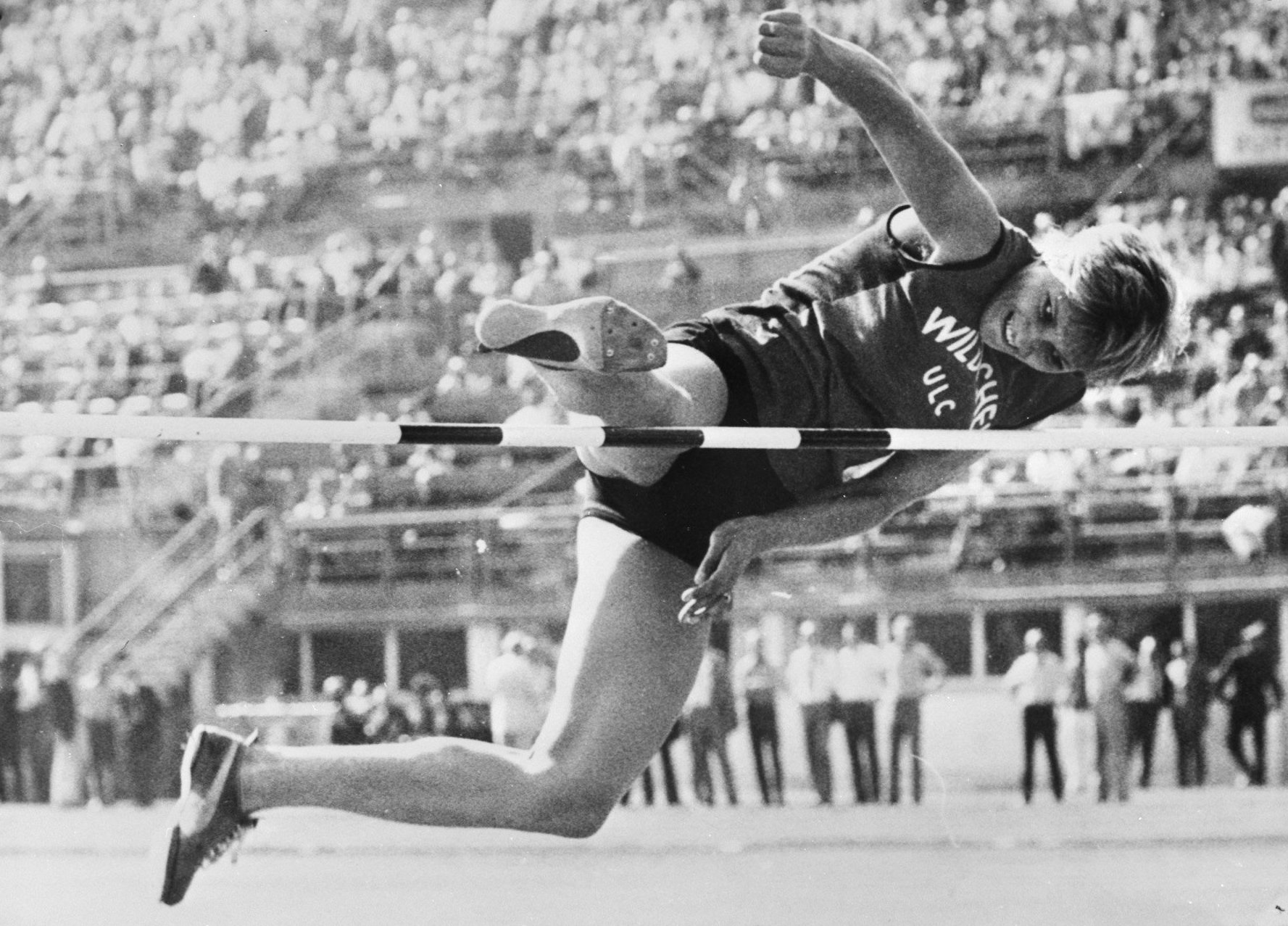
Erfolg für die Favoritin Ilona Gusenbauer im Hochsprung

| Platz | Athlet               | Land | Höhe (m) |
| ----- | -------------------- | ---- | -------- |
| 1     | Kęstutis Šapka       | URS  | 2,20000  |
| 2     | Csaba Dosa           | ROM  | 2,20 NR  |
| 3     | Rustam Achmetow      | URS  | 2,20000  |
| 4     | István Major         | HUN  | 2,17000  |
| 5     | Stefan Junge         | GDR  | 2,14000  |
| 5     | Asko Pesonen         | FIN  | 2,14000  |
| 7     | Wojciech Gołębiowski | POL  | 2,14000  |
| 8     | Endre Kelemen        | HUN  | 2,11000  |

Finale: 14. August

### Stabhochsprung

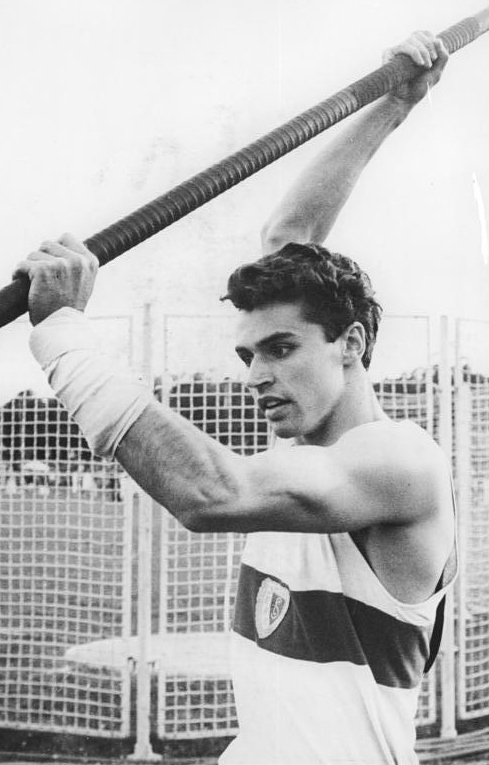
Wolfgang Nordwig errang seinen dritten EM-Titel in Folge

| Platz | Athlet                 | Land | Höhe (m) |
| ----- | ---------------------- | ---- | -------- |
| 1     | Wolfgang Nordwig       | GDR  | 5,35 CR  |
| 2     | Kjell Isaksson         | SWE  | 5,30000  |
| 3     | Renato Dionisi         | ITA  | 5,30000  |
| 4     | Hans Lagerqvist        | SWE  | 5,25000  |
| 5     | Włodzimierz Sokołowski | POL  | 5,10000  |
| 6     | John-Erik Blomqvist    | SWE  | 5,10000  |
| 7     | Juri Issakow           | URS  | 5,10000  |
| 8     | Heinfried Engel        | FRG  | 5,10000  |

Finale: 13. August

### Weitsprung
| Platz | Athlet               | Land | Weite (m) |
| ----- | -------------------- | ---- | --------- |
| 1     | Max Klauß            | GDR  | 7,9200    |
| 2     | Igor Ter-Owanessjan  | URS  | 7,91 w    |
| 3     | Stanislaw Szudrowicz | POL  | 7,8700    |
| 4     | Lynn Davies          | GBR  | 7,8500    |
| 5     | Mauri Myllymäki      | FIN  | 7,8500    |
| 6     | Reijo Toivonen       | FIN  | 7,8200    |
| 7     | Tõnu Lepik           | URS  | 7,7800    |
| 8     | Jan Kobuszewski      | POL  | 7,7500    |

Finale: 11. August

### Dreisprung
| Platz | Athlet               | Land | Weite (m) |
| ----- | -------------------- | ---- | --------- |
| 1     | Jörg Drehmel         | GDR  | 17,16 w   |
| 2     | Wiktor Sanejew       | URS  | 17,10 w   |
| 3     | Carol Corbu          | ROM  | 16,8700   |
| 4     | Michael Sauer        | FRG  | 16,5800   |
| 5     | Václav Fišer         | TCH  | 16,39 w   |
| 6     | Heinz-Günter Schenk  | GDR  | 16,38 w   |
| 7     | Gennadi Bessonow     | URS  | 16,2600   |
| 8     | Hennadij Sawlewytsch | URS  | 16,24 w   |

Finale: 15. August

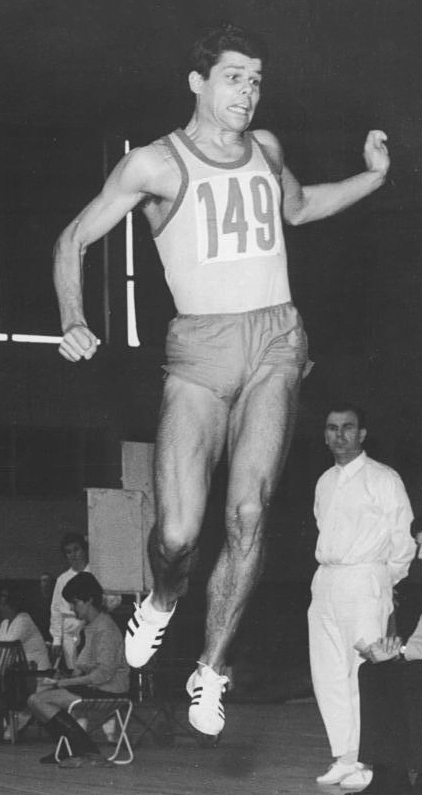
Jörg Drehmel

Überraschender Sieg für Jörg Drehmel (Bild rechts) über den aktuellen Olympiasieger Wiktor Sanejew

### Kugelstoßen

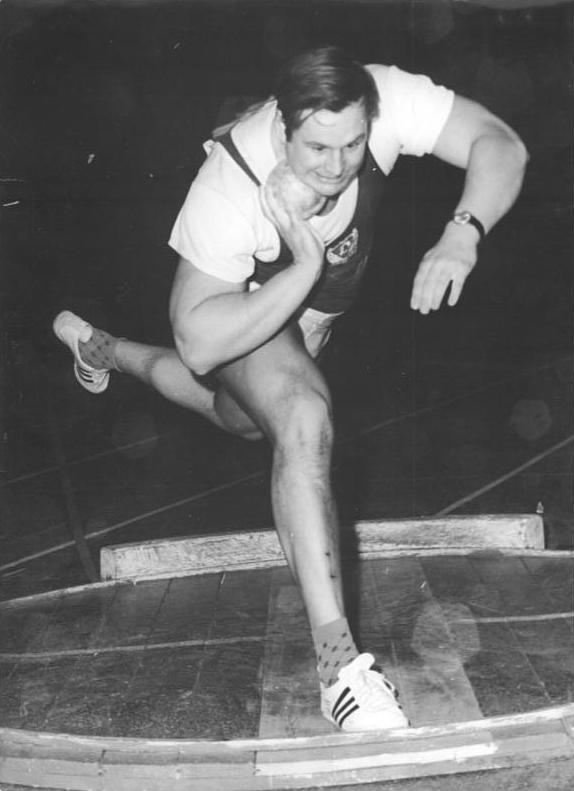
Hartmut Briesenick gewann das Kugelstoßen mit Europarekord

| Platz | Athlet                   | Land | Weite (m) |
| ----- | ------------------------ | ---- | --------- |
| 1     | Hartmut Briesenick       | GDR  | 21,08 ER  |
| 2     | Heinz-Joachim Rothenburg | GDR  | 20,47000  |
| 3     | Władysław Komar          | POL  | 20,04000  |
| 4     | Vilmos Varjú             | HUN  | 19,99000  |
| 5     | Waleri Woikin            | URS  | 19,81000  |
| 6     | Rimantas Plungė          | URS  | 19,61000  |
| 7     | Dieter Hoffmann          | GDR  | 19,38000  |
| 8     | Yves Brouzet             | FRA  | 19,20000  |

Finale: 13. August

### Diskuswurf

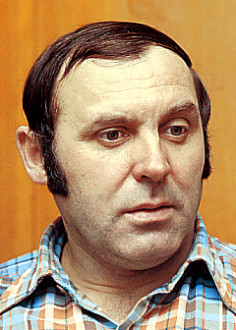
Erster großer Titel für Ludvík Daněk

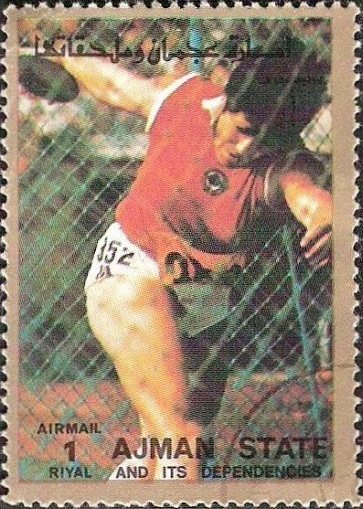
Faina Melnik

| Platz | Athlet          | Land | Weite (m) |
| ----- | --------------- | ---- | --------- |
| 1     | Ludvík Daněk    | TCH  | 63,90 CR  |
| 2     | Lothar Milde    | GDR  | 61,62000  |
| 3     | Géza Fejér      | HUN  | 61,54000  |
| 4     | Dirk Wippermann | FRG  | 61,36000  |
| 5     | Hartmut Losch   | GDR  | 60,86000  |
| 6     | Pentti Kahma    | FIN  | 60,64000  |
| 7     | Ferenc Tégla    | HUN  | 59,24000  |
| 8     | Jorma Rinne     | FIN  | 59,22000  |

Finale: 15. August

### Hammerwurf
| Platz | Athlet                | Land | Weite (m) |
| ----- | --------------------- | ---- | --------- |
| 1     | Uwe Beyer             | FRG  | 72,36     |
| 2     | Reinhard Theimer      | GDR  | 71,80     |
| 3     | Anatolij Bondartschuk | URS  | 71,40     |
| 4     | Romuald Klim          | URS  | 70,64     |
| 5     | Walter Schmidt        | FRG  | 70,54     |
| 6     | Sándor Eckschmiedt    | HUN  | 69,74     |
| 7     | Jochen Sachse         | GDR  | 69,74     |
| 8     | Stanislaw Lubiejewski | POL  | 67,50     |

Finale: 14. August

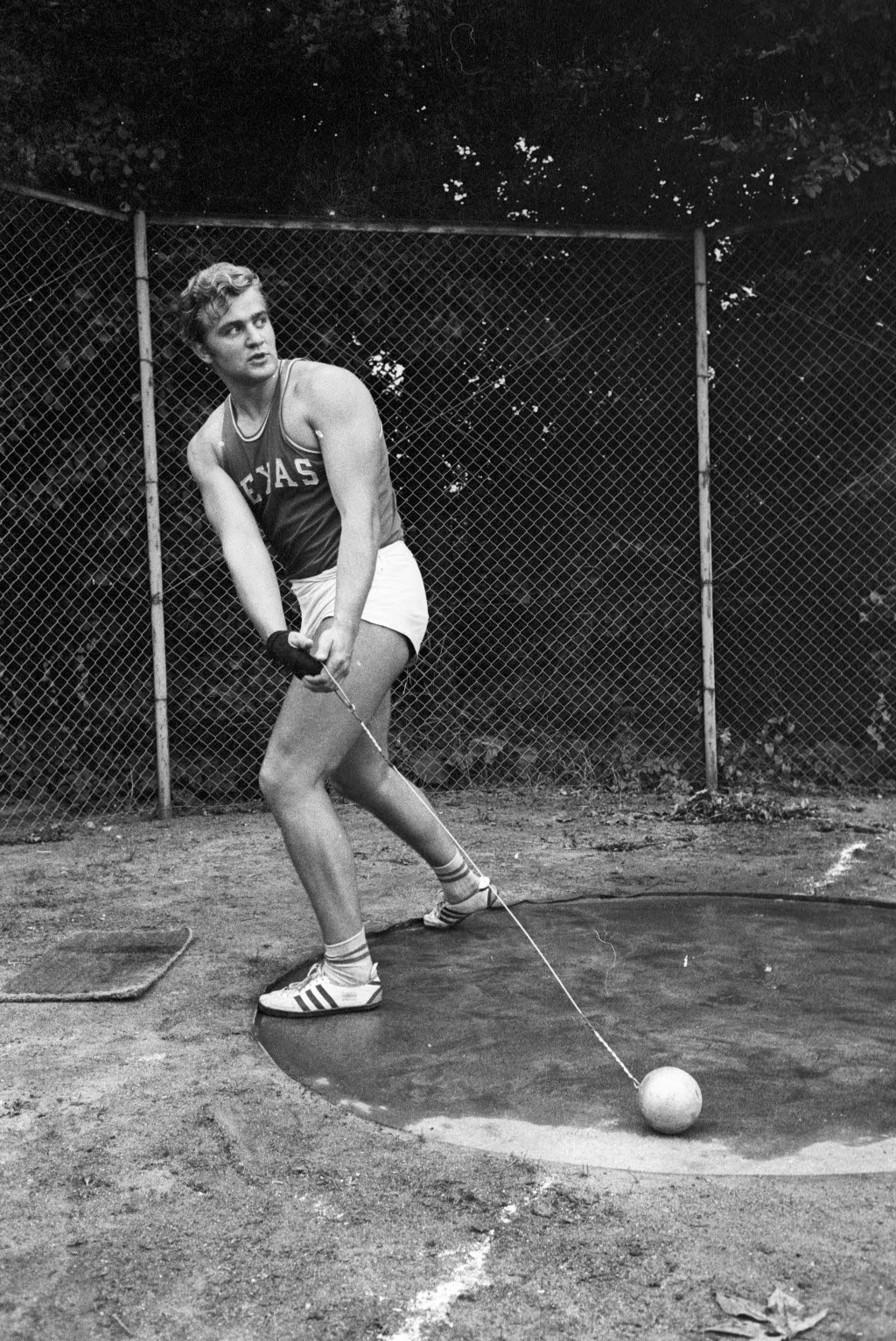
Uwe Beyer

Nach ein paar Problemjahren errang Uwe Beyer (rechts auf dem Foto) hier den EM-Titel.

### Speerwurf

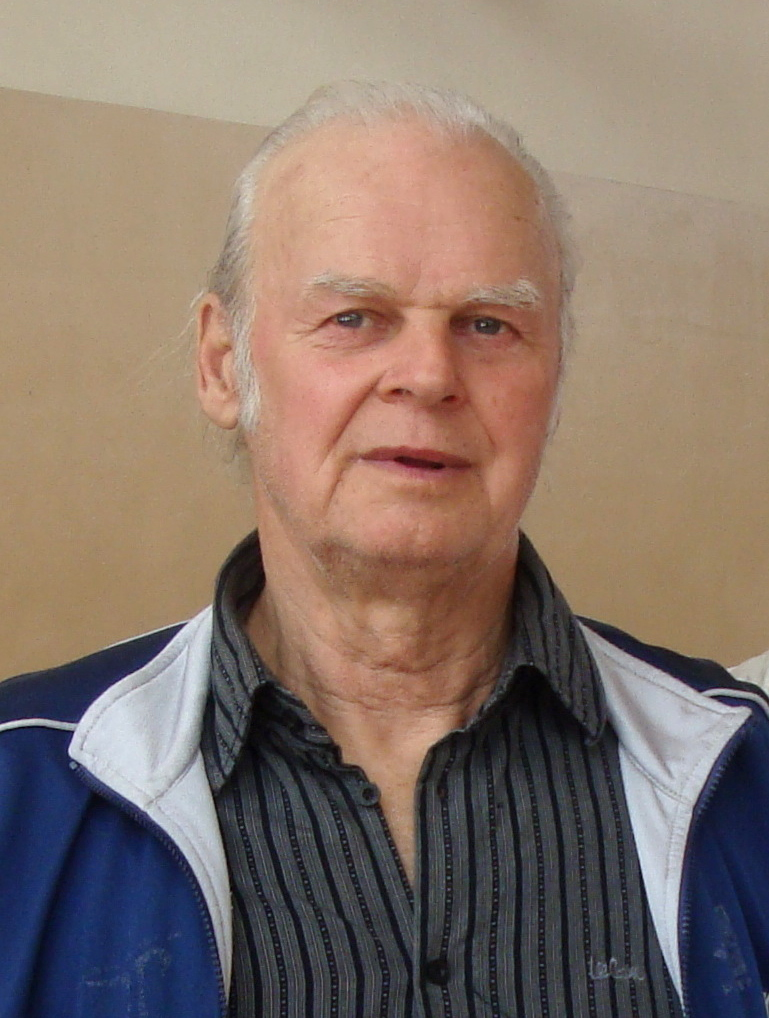
Vierter EM-Titel in Folge für Jānis Lūsis (Foto: 2011)

| Platz | Athlet             | Land | Weite (m) |
| ----- | ------------------ | ---- | --------- |
| 1     | Jānis Lūsis        | URS  | 90,68     |
| 2     | Jānis Doniņš       | URS  | 85,30     |
| 3     | Wolfgang Hanisch   | GDR  | 84,22     |
| 4     | Hannu Siitonen     | FIN  | 83,84     |
| 5     | Jorma Kinnunen     | FIN  | 80,96     |
| 6     | Klaus Wolfermann   | FRG  | 80,82     |
| 7     | Władysław Nikiciuk | POL  | 80,56     |
| 8     | Hermann Schlechter | FRG  | 80,24     |

Finale: 11. August

### Zehnkampf
| Platz | Athlet               | Land | P – offiz. Wert. | P – 85er Wert. |
| ----- | -------------------- | ---- | ---------------- | -------------- |
| 1     | Joachim Kirst        | GDR  | 8196 CR          | 8188           |
| 2     | Lennart Hedmark      | SWE  | 8038 NR          | 8054           |
| 3     | Hans-Joachim Walde   | FRG  | 7951000          | 7927           |
| 4     | Heinz-Ulrich Schulze | FRG  | 7889000          | 7841           |
| 5     | Sepp Zeilbauer       | AUT  | 7842 NR          | 7783           |
| 6     | Peter Gabbett        | GBR  | 7754000          | 7692           |
| 7     | Leonid Lytwynenko    | URS  | 7707000          | 7650           |
| 8     | Boris Iwanow         | URS  | 7601000          | 7554           |

Datum: 11./12. August

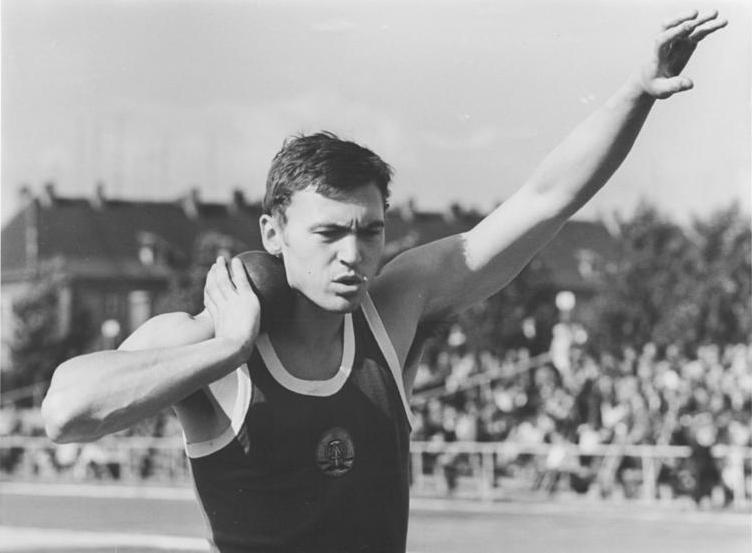
Nach starkem Wettkampf kürte sich Joachim Kirst erneut zum König der Athleten

Gewertet wurde nach der Punktetabelle von 1964.
Zur Orientierung und Einordnung der Leistungen sind zum Vergleich die nach heutigem Wertungssystem von 1985 erreichten Punktzahlen mitaufgeführt. Aber diese Vergleiche sind nur Anhaltswerte, denn als Grundlage müssen die jeweils unterschiedlichen Maßstäbe der Zeit gelten.

## Resultate Frauen

### 100 m
| Platz | Athletin              | Land | Offizielle Zeit (s) auf Zehntel gerundet | Inoffizielle Zeit (s) exakter Wert |
| 1     | Renate Stecher        | GDR  | 11,4 CRe                                 | 11,35 CRel                         |
| 2     | Ingrid Mickler-Becker | FRG  | 11,50000                                 | 11,4600000                         |
| 3     | Elfgard Schittenhelm  | FRG  | 11,50000                                 | 11,5100000                         |
| 4     | Inge Helten           | FRG  | 11,50000                                 | 11,5500000                         |
| 5     | Györgyi Balogh        | HUN  | 11,60000                                 | 11,5900000                         |
| 6     | Irena Szewińska       | POL  | 11,60000                                 | 11,6300000                         |
| 7     | Petra Vogt            | GDR  | 11,70000                                 | 11,7100000                         |
| 8     | Anita Neil            | GBR  | 11,80000                                 | 11,7500000                         |

Finale: 11. August
Wind: ±0,0 m/s
Für Renate Stecher (rechts auf dem Foto) gab es zwei Goldmedaillen im Sprint und eine Silberne in der Staffel bei diesen Europameisterschaften.

### 200 m
| Platz | Athletin               | Land | Offizielle Zeit (s) auf Zehntel gerundet | Inoffizielle Zeit (s) exakter Wert |
| 1     | Renate Stecher         | GDR  | 22,7 CR                                  | 22,70 CR                           |
| 2     | Györgyi Balogh         | HUN  | 23,3000                                  | 23,26000                           |
| 3     | Irena Szewińska        | POL  | 23,3000                                  | 23,32000                           |
| 4     | Nadeschda Besfamilnaja | URS  | 23,4000                                  | 23,42000                           |
| 5     | Annegret Kroniger      | FRG  | 23,6000                                  | 23,62000                           |
| 6     | Rita Wilden            | FRG  | 23,6000                                  | 23,62000                           |
| 7     | Ellen Strophal         | GDR  | 23,6000                                  | 23,63000                           |
| 8     | Christina Heinich      | GDR  | 23,7000                                  | 23,73000                           |

Finale: 13. August
Wind: ±0,0 m/s

### 400 m
| Platz | Athletin              | Land | Offizielle Zeit (s) auf Zehntel gerundet | Inoffizielle Zeit (s) exakter Wert |
| 1     | Helga Seidler         | GDR  | 52,1 DR                                  | 52,14 DR                           |
| 2     | Inge Bödding          | FRG  | 52,9000                                  | 52,90000                           |
| 3     | Ingelore Lohse        | GDR  | 52,9000                                  | 52,93000                           |
| 4     | Maria Sykora          | AUT  | 53,0000                                  | 53,01000                           |
| 5     | Natalja Tschistjakowa | URS  | 53,2000                                  | 53,19000                           |
| 6     | Marika Eklund         | FIN  | 53,4000                                  | 53,35000                           |
| 7     | Colette Besson        | FRA  | 53,7000                                  | 53,70000                           |
| 8     | Rita Kühne            | GDR  | 53,9000                                  | 53,91000                           |

Finale: 12. August

### 800 m
| Platz | Athletin            | Land | Zeit (min)     |
| ----- | ------------------- | ---- | -------------- |
| 1     | Vera Nikolić        | YUG  | 2:00,00 CR/NR  |
| 2     | Pat Lowe            | GBR  | 2:01,66000000  |
| 3     | Rosemary Stirling   | GBR  | 2:02,08000000  |
| 4     | Danuta Wierzbowska  | POL  | 2:04,16000000  |
| 5     | Gisela Ellenberger  | FRG  | 2:05,14000000  |
| 6     | Claire Walsh        | IRL  | 2:08,57000000  |
| DNF   | Gunhild Hoffmeister | GDR  | gestürzt000000 |
| DNF   | Hildegard Falck     | FRG  | gestürzt000000 |

Finale: 12. August

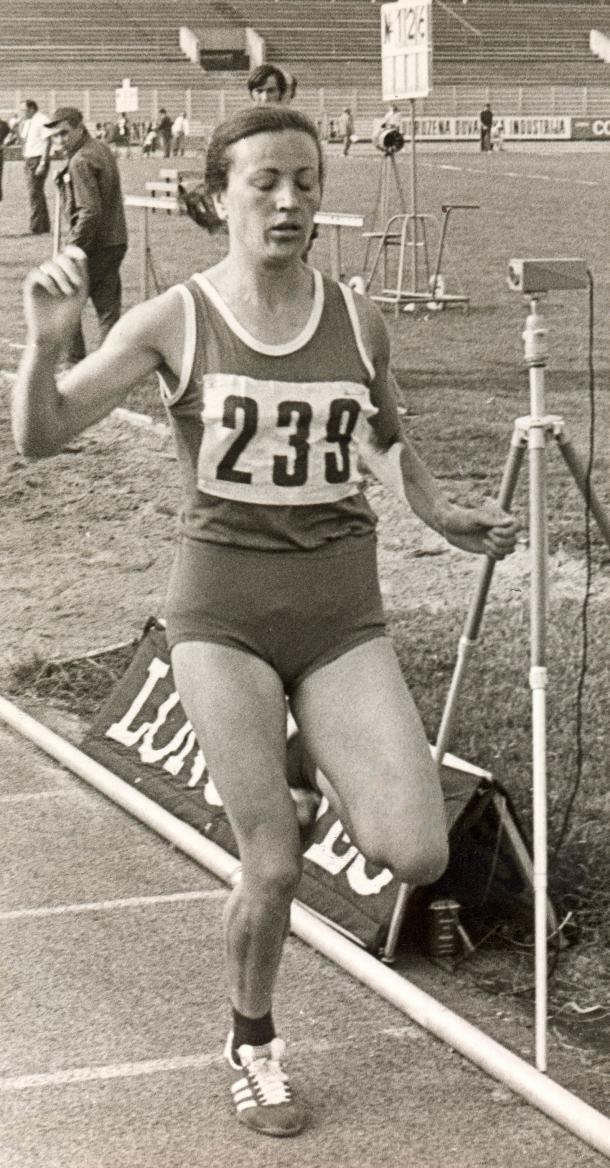
Vera Nikolić

In diesem Rennen kam es zu einem unglücklichen Zwischenfall, durch den zwei Mitfavoritinnen außer Gefecht gesetzt wurden. Zunächst stürzte Gunhild Hoffmeister, Weltrekordlerin Hildegard Falck kam in der Folge ebenfalls zu Fall, sodass beide Läuferinnen das Rennen nicht beenden konnten.
Die Exweltrekordlerin Vera Nikolić (Foto rechts) – Europameisterin 1966 und EM-Dritte 1969 – dominierte so den 800-Meter-Lauf sehr deutlich.

### 1500 m
| Platz | Athletin             | Land | Zeit (min) |
| ----- | -------------------- | ---- | ---------- |
| 1     | Karin Burneleit      | GDR  | 4:09,62 WR |
| 2     | Gunhild Hoffmeister  | GDR  | 4:10,31000 |
| 3     | Ellen Tittel         | FRG  | 4:10,35 BR |
| 4     | Rita Ridley          | GBR  | 4:12,65 NR |
| 5     | Regine Kleinau       | GDR  | 4:13,71000 |
| 6     | Ljudmila Bragina     | URS  | 4:13,93000 |
| 7     | Jaroslava Jehličková | TCH  | 4:14,79000 |
| 8     | Joan Allison         | GBR  | 4:14,81000 |

Finale: 15. August

### 100 m Hürden
| Platz | Athletin             | Land | Offizielle Zeit (s) auf Zehntel gerundet | Inoffizielle Zeit (s) exakter Wert |
| 1     | Karin Balzer         | GDR  | 12,9 CR                                  | 12,94 CR                           |
| 2     | Annelie Ehrhardt     | GDR  | 13,0000                                  | 12,96000                           |
| 3     | Teresa Sukniewicz    | POL  | 13,2000                                  | 13,21000                           |
| 4     | Danuta Straszyńska   | POL  | 13,3000                                  | 13,34000                           |
| 5     | Meta Antenen         | SUI  | 13,5000                                  | 13,35000                           |
| 6     | Teresa Nowak         | POL  | 13,5000                                  | 13,46000                           |
| 7     | Valeria Bufanu       | ROM  | 13,5000                                  | 13,47000                           |
| 8     | Tatjana Polubojarowa | URS  | 13,7000                                  | 13,69000                           |

Finale: 13. August
Wind: ±0,0 m/s

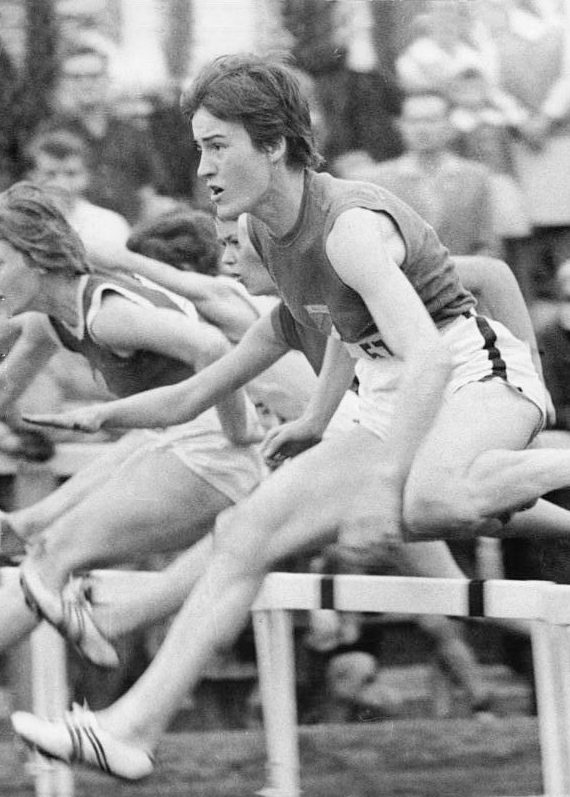
Karin Balzer

Auf der kurzen Hürdenstrecke gab es schon den dritten EM-Titel für Karin Balzer (Foto).

### 4 × 100 m Staffel
| Platz | Land           | Athletinnen                                                                | Offizielle Zeit (s) auf Zehntel gerundet | Inoffizielle Zeit (s) exakter Wert |
| 1     | BR Deutschland | Elfgard Schittenhelm Inge Helten Annegret Irrgang Ingrid Mickler-Becker    | 43,2 ER                                  | 43,23 ER                           |
| 2     | DDR            | Karin Balzer Renate Stecher Petra Vogt Ellen Strophal                      | 43,6000                                  | 43,62000                           |
| 3     | Sowjetunion    | Ljudmila Scharkowa Galina Bucharina Marina Sidorowa Nadeschda Besfamilnaja | 44,5000                                  | 44,45000                           |
| 4     | Polen          | Danuta Jędrejek Barbara Bakulin Urszula Jóźwik Helena Fliśnik              | 44,8000                                  | 44,75000                           |
| 5     | Ungarn         | Ilona Bruzsenyák Margit Nemesházi Györgyi Balogh Katalin Papp              | 44,8000                                  | 44,78000                           |
| 6     | Großbritannien | Val Peat Margaret Critchley Madeleine Cobb Elizabeth Johns                 | 44,9000                                  | 44,87000                           |
| 7     | Frankreich     | Gabrielle Meyer Michèle Beugnet Nicole Pani Odette Ducas                   | 45,5000                                  | 45,50000                           |
| 8     | Schweden       | Anneli Olsson Gun Olsson Karin Lundgren Elisabeth Randerz                  | 46,1000                                  | 46,12000                           |

Finale: 15. August

### 4 × 400 m Staffel
| Platz | Land           | Athletinnen                                                                | Zeit (min)                             |
| ----- | -------------- | -------------------------------------------------------------------------- | -------------------------------------- |
| 1     | DDR            | Rita Kühne Ingelore Lohse Helga Seidler Monika Zehrt                       | 3:29,28 WR                             |
| 2     | BR Deutschland | Anette Rückes Christel Frese Hildegard Falck Inge Bödding                  | 3:33,04000                             |
| 3     | UdSSR          | Raissa Nikanorowa Wera Popkowa Nadeschda Kolesnikowa Natalja Tschistjakowa | 3:34,11000                             |
| 4     | Großbritannien | Verona Bernard Pat Lowe Jannette Roscoe Rosemary Stirling                  | 3:34,52000                             |
| 5     | Polen          | Bozena Zientarska Elżbieta Skowrońska Danuta Pieczyk Krystyna Hryniewicka  | 3:35,28000                             |
| 6     | Schweden       | Lotta Malmström Ann Larsson Elisabeth Randerz Karin Lundgren               | 3:37,09000                             |
| 7     | Finnland       | Mona-Lisa Strandvall Riitta Salin Ruth Lindfors Marika Eklund              | 3:37,21000                             |
| DNF   | Frankreich     | Monique Noirot Nicole Duclos Bernadette Martin Colette Besson              | Stabverlust000 bei000 Nicole Duclos000 |

Finale: 15. August

### Hochsprung
| Platz | Athletin          | Land | Höhe (m) |
| ----- | ----------------- | ---- | -------- |
| 1     | Ilona Gusenbauer  | AUT  | 1,87 CR  |
| 2     | Cornelia Popescu  | ROM  | 1,85000  |
| 2     | Barbara Inkpen    | GBR  | 1,85 NR  |
| 4     | Rita Schmidt      | GDR  | 1,83000  |
| 5     | Milena Hübnerová  | TCH  | 1,83000  |
| 6     | Renate Gärtner    | FRG  | 1,81000  |
| 7     | Milada Karbanová  | TCH  | 1,78000  |
| 8     | Snežana Hrepevnik | YUG  | 1,78000  |

Finale: 12. August

### Weitsprung
| Platz | Athletin              | Land | Weite (m) |
| ----- | --------------------- | ---- | --------- |
| 1     | Ingrid Mickler-Becker | FRG  | 6,76 CR   |
| 2     | Meta Antenen          | SUI  | 6,73 NR   |
| 3     | Heide Rosendahl       | FRG  | 6,66000   |
| 4     | Sheila Sherwood       | GBR  | 6,62000   |
| 5     | Irena Szewińska       | POL  | 6,62000   |
| 6     | Viorica Viscopoleanu  | ROM  | 6,39000   |
| 7     | Christa Herzog        | FRG  | 6,38000   |
| 8     | Barbara-Anne Barrett  | GBR  | 6,31000   |

Finale: 14. August

### Kugelstoßen
| Platz | Athletin              | Land | Weite (m) |
| ----- | --------------------- | ---- | --------- |
| 1     | Nadeschda Tschischowa | URS  | 20,16     |
| 2     | Marita Lange          | GDR  | 19,25     |
| 3     | Margitta Gummel       | GDR  | 19,22     |
| 4     | Antonina Iwanowa      | URS  | 18,80     |
| 5     | Hannelore Friedel     | GDR  | 18,52     |
| 6     | Iwanka Christowa      | BUL  | 17,78     |
| 7     | Galina Nekrassowa     | URS  | 17,56     |
| 8     | Judit Bognár          | HUN  | 17,33     |

Finale: 10. August

### Diskuswurf
| Platz | Athletin            | Land | Weite (m) |
| ----- | ------------------- | ---- | --------- |
| 1     | Faina Melnik        | URS  | 64,22 WR  |
| 2     | Liesel Westermann   | FRG  | 61,68000  |
| 3     | Ljudmila Murawjowa  | URS  | 59,48000  |
| 4     | Argentina Menis     | ROM  | 59,04000  |
| 5     | Tamara Danilowa     | URS  | 58,28000  |
| 6     | Olimpia Cataramă    | ROM  | 57,22000  |
| 7     | Anni Mickler        | GDR  | 57,00000  |
| 8     | Christine Spielberg | GDR  | 56,20000  |

Finale: 12. August
Faina Melnik (Foto), weltbeste Diskuswerferin ihrer Zeit, holte sich den EM-Titel.

### Speerwurf
| Platz | Athletin           | Land | Weite (m) |
| ----- | ------------------ | ---- | --------- |
| 1     | Daniela Jaworska   | POL  | 61,00 CR  |
| 2     | Ameli Koloska      | FRG  | 59,40000  |
| 3     | Ruth Fuchs         | GDR  | 59,16000  |
| 4     | Angéla Ránky       | HUN  | 57,44000  |
| 5     | Anneliese Gerhards | FRG  | 55,98000  |
| 6     | Ewa Gryziecka      | POL  | 55,96000  |
| 7     | Maria Kucserka     | HUN  | 55,70000  |
| 8     | Márta Rudas        | HUN  | 55,62000  |

Finale: 13. August

### Fünfkampf
| Platz | Athletin              | Land | P – offiz. Wert. | P – 85er Wert. |
| ----- | --------------------- | ---- | ---------------- | -------------- |
| 1     | Heide Rosendahl       | FRG  | 5299 CR          | 4675           |
| 2     | Burglinde Pollak      | GDR  | 5275000          | 4638           |
| 3     | Margrit Herbst        | GDR  | 5179000          | 4570           |
| 4     | Karen Mack            | FRG  | 5052000          | 4443           |
| 5     | Walentina Tichomirowa | URS  | 4986000          | 4375           |
| 6     | Odette Ducas          | FRA  | 4926 NR          | 4330           |
| 7     | Tatjana Kondraschowa  | URS  | 4887000          | 4289           |
| 8     | Margit Papp           | HUN  | 4833000          | 4244           |

Finale: 13./14. August

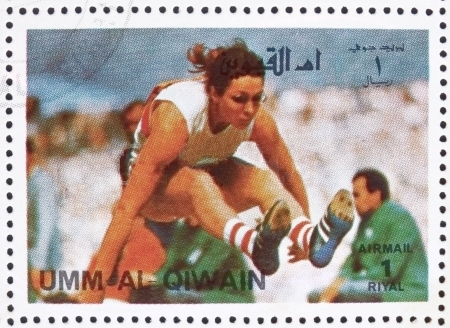
Nach Bronze im Weitsprung gewann Heide Rosendahl Gold im Fünfkampf

Gewertet wurde nach der Punktetabelle von 1969.
Zur Orientierung und Einordnung der Leistungen sind zum Vergleich die nach heutigem Wertungssystem von 1985 für den Siebenkampf erreichten Punktzahlen mitaufgeführt. Danach hätten die Elft- und die Zwölftplatzierte sowie Vierzehnte und Fünfzehnte ihre Ränge tauschen müssen.
Aber diese Vergleiche sind nur Anhaltswerte, denn als Grundlage müssen die jeweils unterschiedlichen Maßstäbe der Zeit gelten.

## Videolinks
- UFA-Dabei 786/1971 Kurzvideo zu den Europameisterschaften 1971, filmothek.bundesarchiv.de, abgerufen am 31. Juli 2022
- EUROPEI DI HELSINKI 1971 CERIMONIA D'APERTURA, Eröffnungszeremonie, youtube.com, abgerufen am 31. Juli 2022